# Feryad Fazil Omar
Feryad Fazil Omar (* 11. September 1950 in Sulaimaniyya, Irak) ist ein irakischer Literatur- und Sprachwissenschaftler sowie kurdischer Schriftsteller. Seit 1982 ist er Dozent an der Freien Universität Berlin am Institut für Iranistik im Fachbereich Geschichts- und Kulturwissenschaften. Omar ist Gründer und Präsident des Instituts für Kurdische Studien Berlin. Er war von 2012 bis 2017 Bundesvorsitzender der Menschenrechtsorganisation Gesellschaft für bedrohte Völker.

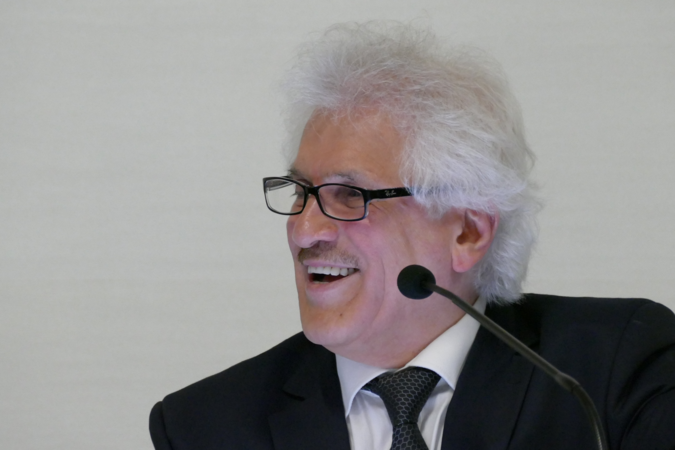
Feryad Fazil Omar bei einer Buchpräsentation 2016

## Leben
Feryad Fazil Omar wurde in der nordirakischen Stadt Sulaimaniyya geboren. Bis 1978 war er dort Dozent an der ersten kurdischen Universität. Nachdem er ein Forschungsstipendium an der Freien Universität Berlin erhalten hatte, verließ er 1978 den Irak. Bis 1982 studierte Omar Iranistik am Institut für Iranistik der Freien Universität Berlin. Nach seinem Studium hielt er dort als Dozent Seminare und Vorlesungen über die Sprache, Literatur, Geschichte und Politik der Kurden und widmete sich dem Verfassen von Lehr- und Wörterbüchern zur kurdischen Sprache und Literatur sowie wissenschaftlichen Abhandlungen. Darüber hinaus schreibt er seit den 1970er Jahren Lyrik über Liebe, Unterdrückung und Menschenrechtsverletzungen. Als Politiker versteht er sich dennoch nicht. Laut Omar sei das Bild der Kurden in Europa noch immer von Karl Mays Durchs wilde Kurdistan geprägt. Er sieht es als sein Anliegen, dieses Bild gerade zu rücken.

## Wörterbücher
Zu Omars bedeutendsten Werken gehören das erstmals 1992 erschienene Kurdisch-Deutsche Wörterbuch (Nordkurdisch/KurmancÎ), das in seiner 3. Auflage (2016) auf 736 Seiten etwa 35.000 kurdische Wörter in lateinisch-kurdischer sowie in arabisch-kurdischer Schrift mit mehr als 120.000 Worterklärungen beinhaltet und ein Grundlagenwerk für Forschungen der Orient-Institute darstellt. 2005 veröffentlichte er das erste Kurdisch-Deutsche Wörterbuch (Zentralkurdisch/Soranî), das in mehr als zwölfjähriger Arbeit entstand und auf 1184 Seiten circa 60.000 Stichwörter umfasst. Sein 2016 herausgegebenes Werk Deutsch-Kurdisches Wörterbuch (Zentralkurdisch/Soranî) erstreckt sich auf knapp 2000 Seiten mit 100.000 Stichwörtern.